# Ожел-Білий (Лодзинське воєводство)
Ожел-Білий (пол. Orzeł Biały) — село в Польщі, у гміні Врублев Серадзького повіту Лодзинського воєводства.
У 1975-1998 роках село належало до Серадзького воєводства.